# Márcio Vieira
Márcio Vieira de Vasconcelos (ur. 10 października 1984 w Marco de Canaveses) – andorski piłkarz występujący na pozycji pomocnika. Zawodnik klubu Atlético Monzón.

## Kariera klubowa
Vieira seniorską karierę rozpoczął w 2003 roku w portugalskim trzecioligowym klubie FC Marco. W 2006 roku odszedł do hiszpańskiego SE Eivissa-Ibiza z Tercera División. Po roku został graczem innego czwartoligowego zespołu CD Teruel, a od 2008 roku gra dla Atlético Monzón, również występującego w czwartej lidze.

## Kariera reprezentacyjna
W reprezentacji Andory Vieira zadebiutował 12 października 2005 roku w przegranym 0:3 meczu eliminacji Mistrzostw Świata 2006 z Armenią.